# Madden NFL 2000
 (septembre 2017).
Si vous disposez d'ouvrages ou d'articles de référence ou si vous connaissez des sites web de qualité traitant du thème abordé ici, merci de compléter l'article en donnant les références utiles à sa vérifiabilité et en les liant à la section « Notes et références ».
Madden NFL 2000 (Madden 2000) est un jeu vidéo de football américain sorti en 1999 et fonctionne sur PlayStation, Game Boy Color, Windows, Mac OS et Nintendo 64. Le jeu a été développé et édité par Electronic Arts.
Le jeu fait partie de la série Madden NFL.

## Accueil
- GameSpot : 9,4/10 (N64)[1] - 9,3/10 (PS)[2] - 7,4/10 (PC)[3] - 7,9/10 (GBC)[4]